# MxPx
MxPx est un groupe de punk rock américain, originaire de Bremerton, dans l'État de Washington. La formation est composée du chanteur et bassiste Mike Herrera, du batteur Yuri Ruley et du guitariste Andy. À sa formation en 1992, le groupe se nomme Magnified Plaid alors que les membres sont tous à l'école secondaire. Andy est rapidement remplacé par Tom Wisniewski et avant même d'être en âge de conduire une voiture, le trio compte déjà plusieurs singles de 7 pouces à son actif de même qu'un premier album, Pokinatcha, lancé sur étiquette Tooth & Nail Records.
Le disque devient rapidement le plus vendu du label et conduit à la sortie d'un second album Teenage Politics. Populaire auprès des amateurs de skate-board et de surf, le groupe jouit aussi d'une réputation enviable dans la scène underground. C'est cependant avec Life in General, paru en 1996, que le groupe sort de l'ombre. Le succès de Life in General lui permet de signer un contrat avec A&M qui lance, en 1998, Slowly Going the Way of the Buffalo qui est suivi, l'année suivante par At the Show. En 2000, MxPx propose The Ever Passing Moment. Afin de célébrer ses dix ans d'existence, le groupe lance l'album compilation Ten Years and Running en 2002. À l'automne 2003, MxPx est de retour avec Before Everything and After. Puis en 2006, le trio continue le succès avec son nouvel album Panic

## Biographie

### Débuts (1992)
MxPx se lance en juillet 1992 sous le nom de Magnified Plaid. Initialement, le groupe joue de la musique inspirée par des groupes tels que les Descendents, Black Flag et d'autres groupes punk rock. Mike Herrera, Yuri Ruley, et Andy Husted étaient camarades à la Central Kitsap High School de Silverdale, à Washington, et étaient âgé de 15 ans lorsqu'ils ont formé le groupe. Le nom rend un hommage à la fascination de leur premier guitariste pour les plaides, mais ne rend pas bien sur les posters du groupe. Le nom est alors abrégé en M.P.

### Période Tooth & Nail (1993–1997)

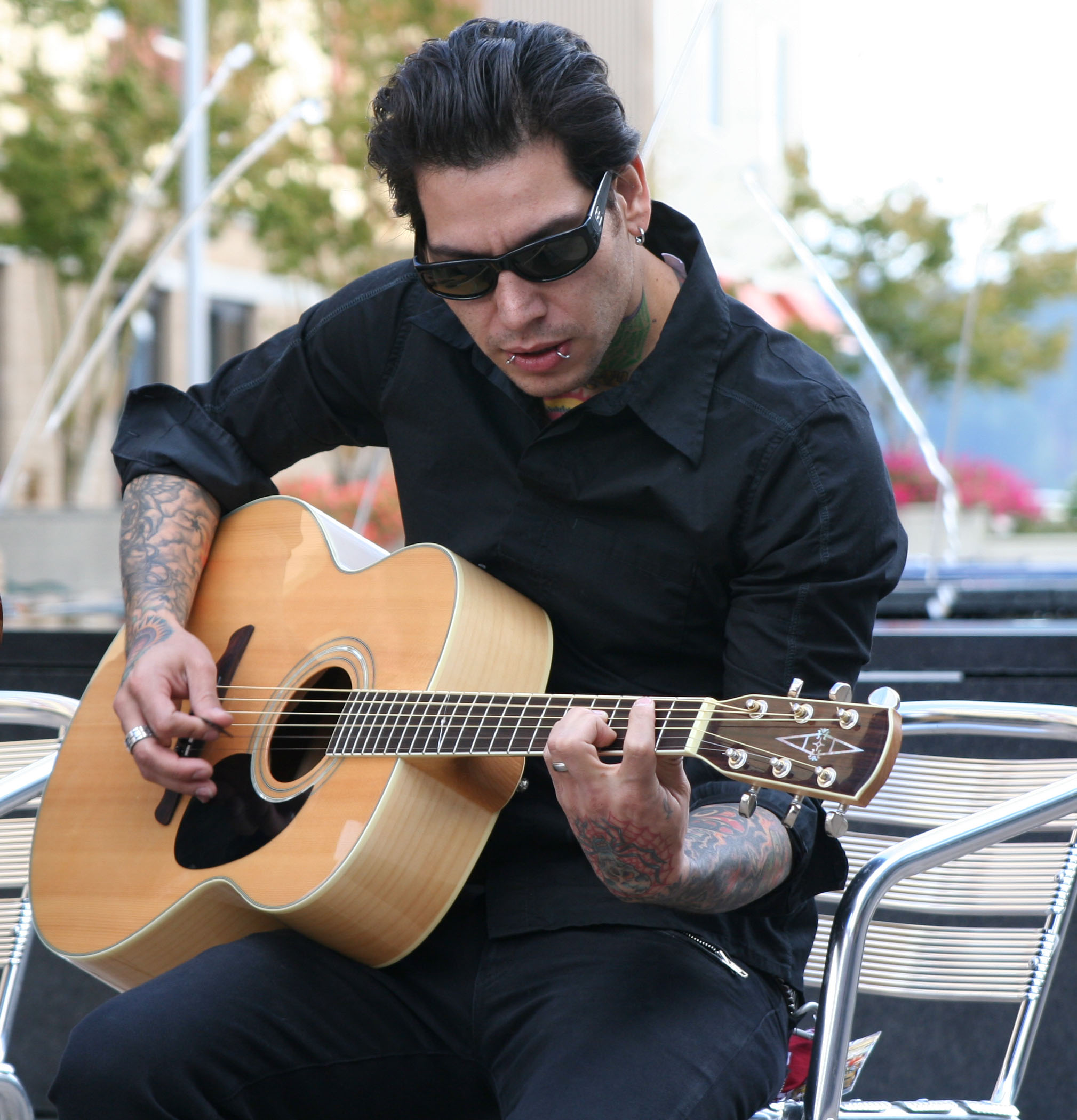
Le bassiste Mike Herrera jouant Move to Bremerton en 2006.

MxPx attire l'attention de Tooth & Nail Records pendant un concert en 1993 dans le jardin des parents d'Herrera. Le premier album du groupe chez la major, Pokinatcha (1994), est publié alors que les membres ne sont encore qu'au lycée. L'album, bien que catégorisé punk chrétien, comprend des éléments de punk hardcore et comprend aussi des éléments de skate/surf punk et punk underground. Les chansons se caractérisent par leur son punk agressifs, des rythmes entrainants et un style de guitare punk à trois cordes,.
Le guitariste Andy Husted quitte le groupe et est replacé par l'ami de longue date d'Herrera, Tom Wisniewski. Même s'il ne connait que les power chords, Wisniewski est destiné à jouer au sein du groupe. MxPx plus deux autres albums avec Tooth & Nail : Teenage Politics en 1995, et Life in General en 1996, qui comprend les single Chick Magnet et une couverture réalisée par Coop.

### Période A&M (1997–2004)
MxPx est désormais distribué par A&M Records. Le label publie une réédition de leur album Life in General. MxPx publie ensuite deux autres albums conjointement distribués par Tooth & Nail et A&M : Slowly Going the Way of the Buffalo est le premier, en 1998. Il atteint la 99e place du Billboard 200 et est certifié disque d'or le 25 janvier 2000 par la Recording Industry Association of America. At the Show est un album live enregistré par MxPx, publié en 1999. Pendant l'enregistrement, le groupe tourne en soutien à Slowly Going the Way of the Buffalo et une collection de faces B, Let It Happen, est publiée en 1988.
Elle est suivie de The Ever Passing Moment en 2000. MxPx gagne l'intérêt avec l'album et joue avec The Offspring et Cypress Hill à la tournée Conspiracy of One. Responsibility sera un petit succès, classé 24edu Billboard Modern Rock Chart. La vidéo, réalisée par The Malloys, montre le groupe causant le chaos sur un parcours de golf. Après The Ever Passing Moment, le groupe est libéré de ses obligations contractuelles avec Tooth & Nail et décide de s'en séparer. Leur version de Scooby-Doo, Where Are You? (Scooby-Doo où es tu ?) est incluse dans le film Scooby-Doo (2002). L'album Before Everything and After est publié par A&M en 2003. Il atteint la 51e place du Billboard 200. Le groupe fournit la chanson The Empire pour The Passion of the Christ: Songs qui remportera un prix aux Dove Awards 2005,.

### Période SideOneDummy (2005–2006)

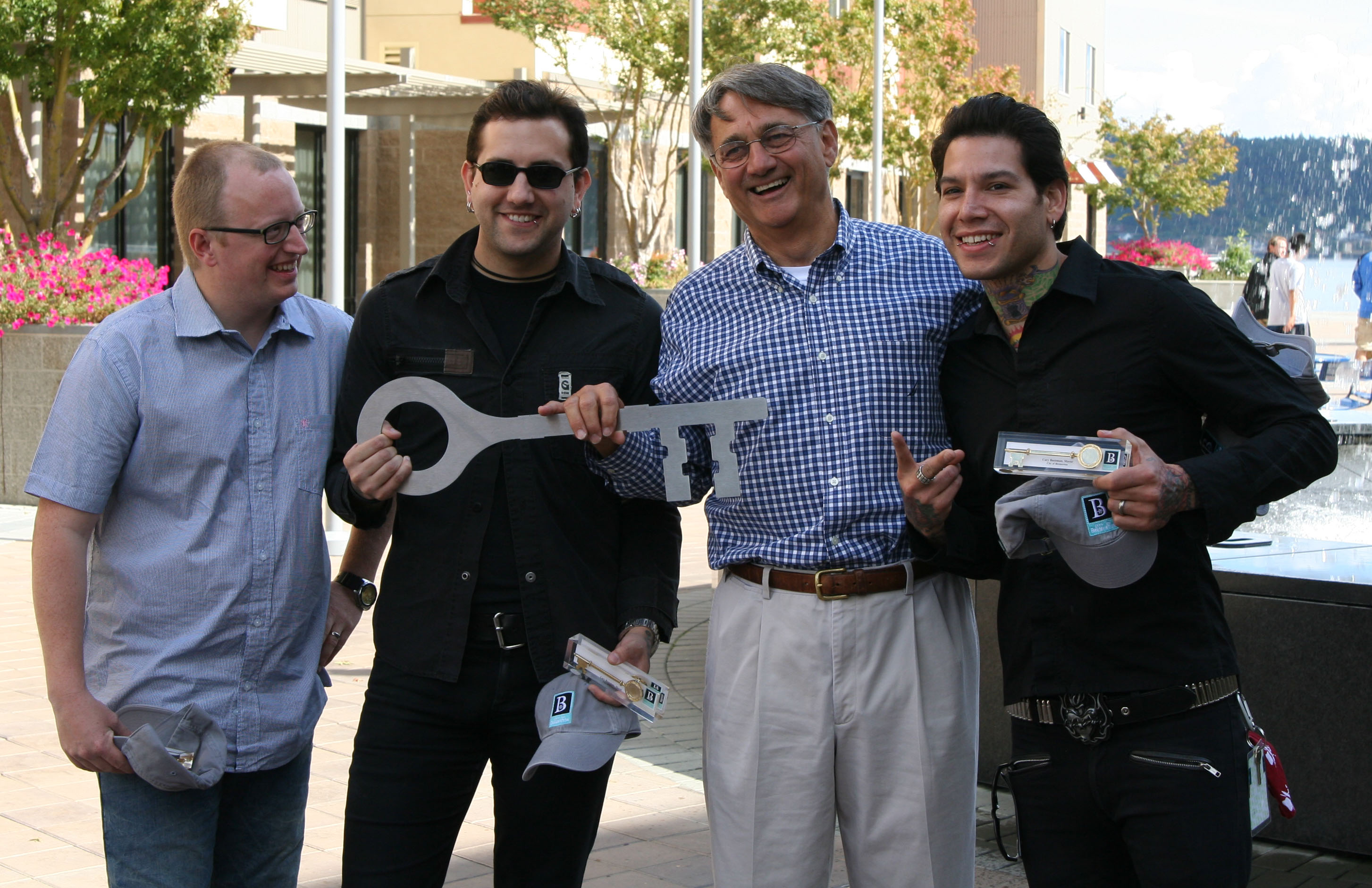
De gauche à droite : Yuri Riley, Tom Wisniewski, Mayor Cary Bozeman, et Mike Herrera, en 2006.

En 2005, MxPx es renvoyé par A&M, désormais signé avec SideOneDummy Records, et le groupe publie son septième album, Panic. Il atteint le succès grâce au single Heard that Sound. Il fait aussi participer le chanteur et bassiste Mark Hoppus de Blink-182 et +44 sur Wrecking Hotel Rooms. Il met aussi de côté le son pop punk de leurs précédents albums et revient aux racines skate punk et punk rock,.
En septembre 2006, MxPx et la ville de Bremerton s'associent autour de la chanson du groupe Move to Bremerton. Ils reçoivent les clés de la ville des mains du maire Cary Bozeman,,,. MxPx passe la majeure partie de 2005 et 2006 à tourner en soutien à leur  septième album, Panic. Le 21 novembre 2006, Tooth & Nail Records réédite Let It Happen, une compilation de chansons inédites, dans une version deluxe qui comprend un DVD bonus avec 12 clips, une nouvelle couverture et deux nouvelles chansons. Let's Rock, le deuxième album de ce type pour MxPx, est publié par Side One Dummy Records le 24 octobre 2006.

### Tooth & Nail et Rock City (depuis 2007)
MxPx publie l'album Secret Weapon en 2007, le premier chez Tooth & Nail depuis Life in General en 1996. L'album se place 76e du Billboard 200 ; il atteint aussi la première place des Billboard Christian chart. L'album revient aux origines musicales du groupe,,,. En 2009, l'EP six titres Left Coast Punk est publié, et devient leur premier album chez Rock City Recording Company, le propre label de MxPx. Toujours en 2009, le groupe publie un album spécial Noël, Punk Rawk Christmas,.
Pour le vingtième anniversaire de Life in General, ce dernier est publié pendant une brève période de temps gratuitement le 18 septembre 2016. L'album éponyme, MxPx, sort le 25 juillet 2018 à la suite d'un Kickstarter. Avec comme singles mis en avant Let's Ride et Rolling Strong.

## Membres

### Membres actuels
- Mike Herrera - chant, basse (depuis 1992)
- Yuri Ruley - batterie (depuis 1992)
- Tom Wisniewski - guitare, chœurs (depuis 1995)
- Chris Adkins - guitare rythmique, chœurs (2016-présent)

### Ancien membre
- Andy Husted - guitare (1992-1995)

## Discographie

### Albums studio
- 1994 : Pokinatcha (Tooth & Nail Records)
- 1995 : Teenage Politics (Tooth & Nail Records)
- 1996 : Life in General (Tooth & Nail Records)
- 1998 : Slowly Going the Way of the Buffalo (A&M Records)
- 2000 : The Ever Passing Moment (A&M Records)
- 2003 : Before Everything and After (A&M Records)
- 2005 : Panic (SideOneDummy)
- 2007 : Secret Weapon (Tooth & Nail Records)
- 2009 : On The Cover II (Tooth & Nail Records)
- 2009 : Punk Rawk Christmas (Rock City Recording Company)
- 2012 : Plans Within Plans (Rock City Recording Company)
- 2016 : Life in General 2.0 (Rock City Recording Company)
- 2018 : MxPx (Indépendant)
- 2023 : Find a Way Home (Unsigned Artists Records)

### Compilations et albums live
- 1998 : Let it Happen
- 1999 : At the Show
- 2002 : Ten Years and Running
- 2002 : Lost in Japan
- 2006 : Lets Rock (SideOneDummy)
- 2021 : Southbound to San Antonio

### EP
- 1995 : On the Cover
- 1996 : Move to Bremerton
- 2001 : The Renaissance
- 2004 : AC/EP

### VHS/DVD
- 2000 : It Came from Bremerton
- 2004 : B-Movie